# Mesocyclops chaci
Mesocyclops chaci – gatunek widłonoga z rodziny Cyclopidae. Prawdopodobnie endemit Meksyku.
Gatunek ten został opisany przez Franka Fiersa w artykule opublikowanym w 1996 roku przez zespół zoologów w składzie: Frank Fiers, Janet W. Reid, Thomas M. Iliffe i Eduardo Suárez-Morales. Miejsce typowe to zakryta studnia w Cheumán na półwyspie Jukatan w Meksyku, około 12 km na północny zachód od miasta Mérida.